# 尖苞帚菊
尖苞帚菊（学名：Pertya pungens）为菊科帚菊属的植物，为中国的特有植物。分布在中国大陆的广东等地，见于溪边，目前尚未由人工引种栽培。